# Robbie Merrill
Robbie Merrill (nacido el 13 de junio de 1963 en Lawrence, Massachusetts) es un bajista estadounidense, conocido por tocar en la banda de heavy metal Godsmack.
Fue uno de los miembros fundadores de Godsmack, conociendo al líder de la banda Sully Erna a través de la hermana de este y finalmente convirtiéndose en compañero de piso y amigo. En febrero de 1995, Erna decidió formar una banda como vocalista después de haber tocado la batería durante más de 23 años. La nueva banda, llamada The Scam, se formó con Erna como vocalista, Robbie Merrill como bajista, Lee Richards como guitarrista y Tommy Stewart como batería. The Scam pronto se renombraría Godsmack, después de grabar la primera demo.
Merrill también es miembro fundador de la banda Another Animal junto a Shannon Larkin, Tony Rombola, Lee Richards y Whitfield Crane. Exceptuando Whit Crane, todo han sido en algún momento miembros de Godsmack.
Merrill aparece en la serie de DVD IMV "Behind The Player", en el que muestra su vida detrás de los escenarios , además de dar lecciones de cómo tocar las canciones de Godsmack "Speak" y "Voodoo" junto a Shannon Larkin.

## Biografía
Merrill nació en Lawrence, Massachusetts y comenzó a tocar el bajo a la edad de 14 años. Antes de comenzar a tocar en Godsmack, Merrill era carpintero, al igual que Tony Rombola.
A pesar de ser zurdo (así como ocupar tal postura para tocar el bajo), actualmente escribe como diestro, debido a un defecto de nacimiento que no le permite mover el dedo medio de la mano izquierda.

## Discografía
| - 1998: Godsmack - 2000: Awake - 2003: Faceless - 2004: The Other Side - 2006: IV - 2007: Good Times, Bad Times... Ten Years of Godsmack - 2007: Another Animal |